# Kanuslalom-Europameisterschaften 2002
Die Kanuslalom-Europameisterschaften 2002 fanden in Bratislava, Slowakei, unter der Leitung des Europäischen Kanuverbandes (ECA) statt. Es war die 4. Ausgabe des Wettbewerbs und sie fanden vom 12. bis zum 14. Juli 2002 statt.

## Ergebnisse
Insgesamt wurden acht Wettbewerbe austragen. Zusätzlich fanden in Bratislava auch erstmals die U23-Wettbewerbe statt. Diese wurden ab der zweiten U23-Europameisterschaft jedoch mit den Junioren-Wettbewerben ausgetragen.

### Männer

#### Canadier
| Wettbewerb | Gold                                                                                                 | Gold   | Silber | Silber | Bronze                                                                                      | Bronze |
| ---------- | --- | ------ | --- | ------ | ------------------------------------------------------------------------------------------- | ------ |
| C1         | Mariusz Wieczorek                                                                                    | 206,17 | Tony Estanguet | 208,70 | Jan Benzien                                                                                 | 211,50 |
| C1 Team    | SlowakeiMichal Martikán Juraj Minčík Alexander Slafkovský                                            | 232,77 | DeutschlandStefan Pfannmöller Jan Benzien Sören Kaufmann                                                           | 237,22 | PolenMariusz Wieczorek Krzysztof Bieryt Grzegorz Wójs                                       | 239,60 |
| C2         | SlowakeiPavol Hochschorner/Peter Hochschorner                                                        | 214,73 | TschechienMarek Jiras/Tomáš Máder                                                                                  | 215,58 | TschechienJaroslav Volf/Ondřej Štěpánek                                                     | 219,27 |
| C2 Team    | SlowakeiPavol Hochschorner & Peter Hochschorner Milan Kubáň & Marián Olejník Pavol Hric & Roman Vajs | 246,59 | FrankreichPhilippe Quémerais & Yann Le Pennec Martin Braud & Cédric Forgit Alexandre Lauvergne & Nathanael Fouquet | 250,37 | DeutschlandKai Walter & Frank Henze Kay Simon & Robby Simon André Ehrenberg & Michael Senft | 256,21 |

#### Kajak
| Wettbewerb | Gold                                                   | Gold   | Silber                                         | Silber | Bronze                                      | Bronze |
| ---------- | ------------------------------------------------------ | ------ | ---------------------------------------------- | ------ | ------------------------------------------- | ------ |
| K1         | Paul Ratcliffe                                         | 199,51 | Helmut Oblinger                                | 200,56 | Peter Cibák                                 | 201,74 |
| K1 Team    | DeutschlandThomas Becker Thomas Schmidt Claus Suchanek | 109,90 | TschechienOndřej Raab Ivan Pišvejc Tomáš Kobes | 110,80 | SlowakeiPeter Cibák Ján Šajbidor Tomáš Mráz | 112,04 |

### Frauen

#### Kajak
| Wettbewerb | Gold                                                          | Gold   | Silber                                                       | Silber | Bronze                                                       | Bronze |
| ---------- | ------------------------------------------------------------- | ------ | ------------------------------------------------------------ | ------ | ------------------------------------------------------------ | ------ |
| K1         | Elena Kaliská                                                 | 219,50 | Irena Pavelková                                              | 223,15 | Štěpánka Hilgertová                                          | 225,62 |
| K1 Team    | TschechienMarie Řihošková Irena Pavelková Štěpánka Hilgertová | 250,89 | SlowakeiElena Kaliská Gabriela Stacherová Gabriela Zamišková | 258,27 | FrankreichAnne-Lise Bardet Anne-Line Poncet Mathilde Pichery | 272,16 |

## Medaillenspiegel
| Platz  | Land                   | Gold | Silber | Bronze | Gesamt |
| ------ | ---------------------- | ---- | ------ | ------ | ------ |
| 1      | Slowakei               | 4    | 1      | 2      | 7      |
| 2      | Tschechien             | 1    | 3      | 2      | 6      |
| 3      | Deutschland            | 1    | 1      | 2      | 4      |
| 4      | Polen                  | 1    | 0      | 1      | 2      |
| 5      | Vereinigtes Königreich | 1    | 0      | 0      | 1      |
| 6      | Frankreich             | 0    | 2      | 1      | 3      |
| 7      | Österreich             | 0    | 1      | 0      | 1      |
| Gesamt |                        | 8    | 8      | 8      | 24     |